# Павловка (приток Крыги)
Павловка (укр. Павлівка) — правый приток реки Крыга, протекающий по Белопольскому району Сумской области Украины.

## География
Длина — 31 км. Русло реки в нижнем течении (южнее Степановки) находится на высоте 137,0 м над уровнем моря, в верхнем течении (севернее Макеевки) — 150,3 м.
Долина трапециевидная. Русло слаборазвитое. Русло в верхнем течении выпрямлено.
Река течёт с северо-востока на юго-запад по Белопольскому району (Сумская область), но в среднем течении отклоняясь на небольшом участке на восток. Река берёт начало на болотном массиве севернее села Макеевка (Белопольский район) у государственной границы с Россией. Впадает в реку Крыга в севернее села Марьяновка (Белопольский район).
На реке нет крупных прудов. В нижнем течении реки и у истоков пойма с заболоченным участками и тростниковой растительностью.

## Населённые пункты
Населённые пункты на реке от истока к устью: Макеевка, Павловка, Мелячиха, Степановка, Василевщина.